# Jonathan Kuck
Jonathan Kuck (Urbana (Illinois), 14 maart 1990) is een Amerikaanse langebaanschaatser.
Zowel tijdens het CK van 2008 als de WK junioren 2008 in Changchun werd hij tiende in het klassement. Het seizoen daarop werd hij op het CK van 2009 elfde. Op het WK junioren 2009 in het Poolse Zakopane werd hij vervolgens tweede achter Koen Verweij.
Bij het WK Allround 2010 nam Kuck op de tweede dag na drie afstanden de leiding in het klassement over van Sven Kramer, deze positie kon hij op de afsluitende 10.000 meter niet behouden en hij eindigde op de tweede plaats. Hierna behaalde hij nog zilver met de achtervolgingsploeg op het WK Afstanden 2011 en in 2012 brons op de 5 en 10 kilometer. Op 23 februari 2014 maakte hij daags na de Olympische Winterspelen in Sotsji, waar hij als zijn beste resultaat een negentiende plaats op de 5000 meter behaalde, bekend te stoppen met de schaatssport.
In 2025 maakte Kuck nog een kortstondige comeback op de langebaan. Bij Amerikaanse wedstrijden behaalde hij op de 5000 meter de derde plaats, die recht gaf op deelname aan het wereldbekercircuit. Omdat het reizen naar verre wedstrijden zich niet liet combineren met zijn werk nam hij slechts deel aan de wereldbekerwedstrijd van eind januari op zijn voormalige thuisbaan Milwaukee.

## Persoonlijke records
| Afstand      | Tijd     | Datum            | Baan           |
| ------------ | -------- | ---------------- | -------------- |
| 500 meter    | 35,97    | 12 februari 2011 | Calgary        |
| 1000 meter   | 1.09,25  | 4 januari 2011   | Salt Lake City |
| 1500 meter   | 1.43,12  | 13 februari 2011 | Calgary        |
| 3000 meter   | 3.40,77  | 19 oktober 2013  | Salt Lake City |
| 5000 meter   | 6.09,73  | 17 november 2013 | Salt Lake City |
| 10.000 meter | 13.11,23 | 13 februari 2011 | Calgary        |

(laatst bijgewerkt: 28 oktober 2022)

## Resultaten
| Jaar | CK N-Amerika | WK Allround            | WK Afstanden                                      | Olympische Spelen                    | Wereldbeker                        | WK Junioren                                            |
| ---- | ------------ | ---------------------- | ------------------------------------------------- | ------------------------------------ | ---------------------------------- | ------------------------------------------------------ |
| 2008 | 10e          |                        |                                                   |                                      |                                    | 10e · achtervolging                                    |
| 2009 | 11e          |                        |                                                   |                                      | 44e 1500m                          | 1000 m · 5e 1500 m · 5000 m · allround · achtervolging |
| 2010 | Zilver       | · (, 4e, , 4e)         |                                                   | 8e 10.000m · achtervolging           | 30e 1500m 34e 5k/10k               |                                                        |
| 2011 | Goud         | 5e · (9e, 8e, , 6e)    | 9e 1500m · 6e 5000m · 10e 10.000m · achtervolging |                                      | 39e 1000m 9e 1500m 5e 5k/10k       |                                                        |
| 2012 | Goud         | 6e (10e, 8e, 11e, 6e)  | 7e 1500m · 5000m · 10000m · achtervolging         |                                      | 16e 1500m · 7e 5k/10k · massastart |                                                        |
| 2013 |              | NC13 (18e, 9e, 12e, -) | 22e 1500m 12e 5000m 12e 10000m                    |                                      | 30e 1500m 20e 5k/10k               |                                                        |
| 2014 |              |                        |                                                   | 37e 1500m 19e 5000m 7e achtervolging | 27e 1500m 12e 5k/10k               |                                                        |

### Medaillespiegel
| Kampioenschap     | Goud | Zilver | Brons |
| ----------------- | ---- | ------ | ----- |
| CK N-Amerika      | 2    | 1      | 0     |
| WK allround       | 0    | 1      | 0     |
| WK afstanden      | 1    | 0      | 0     |
| Olympische Spelen | 0    | 1      | 0     |
| WK Junioren       | 0    | 2      | 3     |